# Antoni Gaudí
Antoni Gaudí i Cornet, katalonski arhitekt, * 25. junij 1852, Riudoms, provinca Tarragona, Katalonija, Španija, † 7. junij 1926, Barcelona, Španija. 
Gaudí predstavlja enega najpomembnejših arhitektov svojega časa.

## Življenje in delo
Antoni Gaudí je bil rojen leta 1852 v Riudomsu v bližini Reusa v Tarragoni. Njegova družina ni bila posebej premožna, oče je opravljal poklic kotlarja. Poleg tega je bil mali Antonio že v ranih letih zaznamovan z boleznijo – revmo, kar mu je preprečilo brezskrbno tekanje z vrstniki. Čeprav mu je bilo onemogočeno normalno otroško življenje, pa je Gaudí odrasle že takrat navduševal s svojo sposobnostjo opazovanja in smislom za malenkosti. Ko je učiteljica nekoč rekla, da ptiči lahko letijo, ker imajo krila, je Gaudí na to odgovoril, da imajo tudi kokoši krila, a jih uporabljajo le za hojo.
Med letoma 1873 in 1877 je Gaudí študiral arhitekturo na Escola Provincial d'Arquitectura v Barceloni. Med študijem je izdelal mnogo načrtov, med njimi npr. vrata za pokopališče in osrednjo bolnišnico. Med študijem je sodeloval tudi z mnogimi arhitekturnimi studiji, s čimer si je služil denar. Tik pred koncem študija, leta 1878, ga je mestna uprava Barcelone najela za oblikovanje uličnih luči. V tem letu, po prejetju diplome, se je Gaudí lotil še drugih projektov, kot npr. oblikovanje oken za nekega trgovca. Eusebi Güell je bil tako prevzet nad okni, da je postal pozoren na Gaudíjevo delo.
Leta 1882 je Gaudí začel tesno sodelovati z arhitektom Joanom Martorellom, zaradi česar se je kasneje tudi seznanil z neogotsko arhitekturo, ki je močno vplivala na njegovo delo.
Leta 1883 je začel z oblikovanjem lovskega paviljona za Eusebija Güella v Garrafu in s projektom Sagrade Familie. Med letoma 1883 in 1909 se je lotil še mnogo drugih gradenj, npr. mestne palače za Güella v Barceloni, škofovske palače v Astorgi, Colegio Terasino, Casa de los Botines v Leonu, Casa Calvet v Barceloni, za katero mu je mesto podelilo priznanje za najboljšo stavbo leta idr. 
Med letoma 1900 in 1914 je začel sodelovati pri Güellovemu najobetavnejšemu projektu – gradnji parka in stanovanjskih stavb. Od načrtovanih sta bili zgrajeni le dve hiši, Gaudí pa se je do leta 1914 ukvarjal z gradnjo vhoda, velike terase in kompleksom poti in cest v parku. 
Med letoma 1904 in 1906 se je lotil predelave stanovanjskega bloka v Barceloni. Rezultat je bil drzen slog, ki je v tistem času predstavljal pravo revolucijo. Leta 1906 se je Gaudí z bolnim očetom preselil v eno izmed hiš v parku Güell, da bi oslabelemu starcu prihranil hojo po stopnicah. Oče mu je umrl oktobra istega leta. 
Med letoma 1906 in 1910 se je lotil svoje največje stanovanjske hiše – Case Milà, leta 1908 pa je bil določen za gradnjo hotela v New Yorku. Gradnja se je ustavila pri skicah in konstrukcijskih risbah, ki še vedno ostajajo le drzna vizija za prihodnost. Leta 1910 so v Parizu odprli edino razstavo Antonia Gaudíja zunaj Španije za časa njegovega življenja. Leta 1914 se je Gaudí odloči, da bo preostanek svojega življenja posvetil gradnji cerkve Sagrada Familia.
Gaudí je umrl 7. junija 1926 v Barceloni. Po pripovedovanjih se je mesto zavilo v žalovanje. Na dan pogreba se je po Barceloni vila dolga kolona več tisoč ljudi, ki so temu velikemu arhitektu hoteli še zadnjič izkazati spoštovanje.
Leta 2000 se je zanj začel postopek za razglasitve za blaženega. Škofijski del postopka je bil zaključen 13. maja 2003, zbrano gradivo pa poslano v Vatikan.

## Slog

### Gaudí inModernizem
Gaudíjevo poklicno življenje je bilo značilno po tem, da ni nikoli prenehal raziskovati mehanskih gradbenih konstrukcij. Gaudija so že zgodaj navdihnile orientalske umetnosti (Indija, Perzija, Japonska) s preučevanjem historičnih arhitekturnih teoretikov, kot so Walter Pater, John Ruskin in William Morris. Vpliv orientalskega gibanja je razviden iz del, kot so Capricho, palača Güell, paviljoni Güell in Casa Vicens. Kasneje se je držal neogotskega gibanja, ki je bilo takrat v modi, po zamislih francoskega arhitekta Eugène Viollet-le-Duca. Ta vpliv se kaže v Terezijski šoli, škofovski palači v Astorgi, Casa Botines in hiši Bellesguard ter v kripti in apsidi Sagrada Família. Sčasoma je Gaudí stopil v bolj osebno fazo z organskim slogom, ki ga je navdihnila narava, v katerem bo gradil svoja glavna dela.
V času študija je Gaudí lahko preučil zbirko fotografij egiptovske, indijske, perzijske, majevske, kitajske in japonske umetnosti v lasti šole za arhitekturo. Zbirka je vsebovala tudi mavrske spomenike v Španiji, ki so ga globoko zaznamovali in služili kot navdih za številna njegova dela. Preučil je tudi knjigo Plans, elevations, sections and details of the Alhambra  avtorja Owena Jonesa, ki si jo je izposodil v šolski knjižnici. Iz Nasridske in Mudéjar umetnosti je prevzel različne strukturne in okrasne rešitve, ki jih je z različicami in slogovno svobodo uporabil v svojih delih. Gaudí je o islamski umetnosti opazil njeno prostorsko negotovost, njen koncept struktur z neomejenim prostorom; njen občutek zaporedja, razdrobljen z luknjami in pregradami, ki ustvarjajo pregrado, ne da bi prekinili občutek odprtega prostora, tako da ga zaprejo z ovirami.
Nedvomno je najbolj vplival nanj gotski preporod, ki so ga v drugi polovici 19. stoletja spodbujala teoretična dela Eugène Viollet-le-Duca. Francoski arhitekt je pozval k preučevanju slogov iz preteklosti in njihovem racionalnem prilagajanju ob upoštevanju strukture in oblikovanja. Kljub temu je bil za Gaudija gotski slog "nepopoln", saj je bila kljub učinkovitosti nekaterih njegovih strukturnih rešitev umetnost, ki jo je bilo še treba "izpopolniti". Po njegovih besedah:
Gotska umetnost je nepopolna, le na pol razrešena; to je slog, ki so ga ustvarili kompasi, formularna industrijska ponovitev. Njena stabilnost je odvisna od nenehnega podpiranja opornikov: gre za okvarjeno telo, ki se drži na berglah. ... Dokaz, da imajo gotska dela pomanjkljivo plastičnost, je, da imajo največji čustveni učinek, kadar so pohabljena, prekrita z bršljanom in osvetljena z luno.
Po teh začetnih vplivih se je Gaudí preselil proti modernizmu, takrat v času njegovega razcveta. Modernizem je v zgodnejših fazah navdihnila zgodovinska arhitektura. Njeni izvajalci so vrnitev v preteklost videli kot odgovor na industrijske oblike, ki jih je nalagal tehnološki napredek industrijske revolucije. Uporaba teh starejših slogov je predstavljala moralno prenovo, ki je omogočila, da se je meščanstvo poistovetilo z vrednotami, ki so jih imeli za svoje kulturne korenine. Renesansa (preporod), oživitev katalonske kulture, ki se je začela v drugi polovici 19. stoletja, je v katalonski "nacionalni" slog prinesla več gotskih oblik, katerih cilj je bil združiti nacionalizem in svetovljanstvo, hkrati pa se vključiti v evropsko modernistično gibanje.
Nekatere bistvene značilnosti modernizma so bile: antiklasični jezik, podedovan po romantizmu, s težnjo k liričnosti in subjektivnosti; odločna povezava arhitekture z uporabno umetnostjo in umetniškim delom, ki je ustvarilo očitno okrasen slog; uporaba novih materialov, iz katerih je nastal mešan konstrukcijski jezik, bogat s kontrasti, ki je iskal plastični učinek za celoto; močan občutek optimizma in vere v napredek, ki sta ustvarila poudarjeno umetnost, ki je odražala vzdušje blaginje tistega časa, predvsem estetiko meščanstva.

### Iskanje novega arhitekturnega jezika
Gaudí običajno velja za velikega mojstra katalonskega modernizma, vendar njegova dela presegajo kateri koli slog ali klasifikacijo. So domiselna dela, ki svoj glavni navdih najdejo v geometriji in naravnih oblikah. Gaudí je temeljito preučeval organske in anarhične geometrijske oblike narave in iskal način, kako te oblike izraziti v arhitekturi. Nekateri njegovi največji navdihi so bili obiski gore Montserrat, jame Mallorca, jame kalijevega nitrata v Collbatóju, skale Fra Guerau v gorah Prades za Reusom, gore Pareis na severu Mallorce in Sant Miquel del Fai v Bigues i Riells.

#### Geometrične forme
Ta študija narave je prevedla v njegovo uporabo vladanje geometrijskih oblik, kot so hiperbolični paraboloid, hiperboloid, helikoid in stožec, ki odražajo oblike, ki jih je Gaudí našel v naravi. Ravne površine so oblike, ki jih generira ravna črta, znana kot generatrica, saj se premika po eni ali več linijah, imenovanih direktrice. Gaudí je našel številne primere zanje v naravi, na primer v rogozu, trstičju in kosteh; včasih je rekel, da ni boljše strukture od debla drevesa ali človeškega okostja. Te oblike so hkrati funkcionalne in estetske, Gaudí pa je odkril, kako prilagoditi jezik narave strukturnim oblikam arhitekture. Včasih je helikoidno obliko enačil z gibanjem, hiperboloid pa s svetlobo. Glede pravilnih površin je dejal:
Paraboloidi, hiperboloidi in helikoidi, ki nenehno spreminjajo pojavnost svetlobe, so sami bogati z matricami, zaradi katerih je okrasje in celo modeliranje nepotrebno.
Še en element, ki ga je Gaudí pogosto uporabljal, je bil verižni lok. V mladosti je temeljito preučeval geometrijo, preučeval je številne članke o tehniki, področju, ki je hvalilo vrline kontaktne verige kot mehanski element, ki pa je bil takrat uporabljen le pri gradnji visečih mostov. Gaudí je prvi uporabil ta element v skupni arhitekturi. Loki kontaktne mreže v delih, kot so Casa Milà, Teresian College, kripta Colònia Güell in Sagrada Família, so Gaudíju omogočili, da je svojim konstrukcijam dodal element velike moči, saj je kontaktna mreža enakomerno porazdelila težo, ki jo redno nosi, in je prizadeta. samo s samoduhajočimi tangencialnimi silami.
Gaudí se je iz ravnine razvil v prostorsko geometrijo, v vodeno geometrijo. Te konstrukcijske oblike so zelo primerne za uporabo poceni materialov, kot je opeka. Gaudí je pogosto uporabljal opeko, položeno z malto v zaporednih plasteh, kot v tradicionalnem katalonskem oboku, pri čemer je opeko položil ravno namesto na bok.  Iskanje novih strukturnih rešitev je doseglo vrhunec med letoma 1910 in 1920, ko je izkoriščal svoje raziskave in izkušnje v svoji mojstrovini Sagrada Família. Gaudí je notranjost cerkve zasnoval kot gozd, z nizom drevesnih stebrov, razdeljenih na različne veje, ki podpirajo strukturo prepletenih hiperboloidnih obokov. Stebre je nagnil, da so se lahko bolje upirali pravokotnemu pritisku na njihov odsek. Dodal jim je tudi dvojno helikoidno obliko (desno in levo), kot na vejah in deblih dreves. Tako je nastala struktura, ki je danes znana kot fraktal.  Skupaj z modulacijo prostora, ki ga deli na majhne, samostojne in samonosne module, ustvari strukturo, ki popolnoma podpira mehanske vlečne sile brez potrebe za opore, kot to zahteva neogotski slog. Gaudí je tako dosegel racionalno, strukturirano in popolnoma logično rešitev ter hkrati ustvaril nov arhitekturni slog, ki je bil izviren, preprost, praktičen in estetski.

#### Preseganje gotike
Ta nova konstrukcijska tehnika je Gaudíju omogočila, da je dosegel svoj največji arhitekturni cilj; izpopolniti in preseči gotski slog. Hiperboloidni oboki imajo svoje središče, kjer so imeli gotski oboki svoj ključni kamen, hiperboloid pa omogoča luknjo v tem prostoru, da prepušča naravno svetlobo. V križišču med oboki, kjer imajo gotski oboki rebra, hiperboloid omogoča tudi luknje, ki jih je Gaudí delal, da daje vtis zvezdnega neba.
Gaudí je to organsko vizijo arhitekture dopolnil z edinstveno prostorsko vizijo, ki mu je omogočila, da je svoje zasnove zasnoval v treh dimenzijah, za razliko od ploščate zasnove tradicionalne arhitekture. Govoril je, da si je ta prostorski občutek pridobil že kot deček, ko si je ogledoval risbe, ki jih je njegov oče naredil iz kotlov in destilatorjev, ki jih je izdelal. Zaradi te prostorske zasnove je Gaudí med delom vedno raje delal z zasedbami in maketami ali celo improviziral na kraju samem. Nerad je risal načrte, le redko je risal svoja dela - pravzaprav le, kadar so to zahtevale oblasti.
Druga Gaudijeva novost na tehničnem področju je bila uporaba merilnega modela za izračun struktur: za cerkev Colònia Güell je v lopi ob hiši zgradil model stavbe v merilu 1:10 z višino 4 metre. Tam je postavil model, na katerem so visele vrvice z majhnimi vrečkami, polnimi ptičjega govna. Na risalno desko, ki je bila pritrjena na strop, je narisal tla cerkve in vrvice (za omrežje) s ptičjim govnom (za težo) obesil na nosilne točke stavbe - stebre, presečišče sten. Te uteži so ustvarile verižno mrežo v lokih in obokih. Takrat je posnel sliko, ki je, ko je bila obrnjena, pokazala strukturo stebrov in lokov, ki jih je iskal Gaudí. Gaudí je nato te fotografije naslikal z gvašem ali pastelom. Oris cerkve je opredelil, zabeležil je vse podrobnosti stavbe: arhitekturno, stilsko in dekorativno.
Gaudíjev položaj v zgodovini arhitekture je položaj ustvarjalnega genija, ki je navdihnjen z naravo razvil svoj slog, ki je dosegel tako tehnično dovršenost kot tudi estetsko vrednost in nosil pečat svojega značaja. Gaudijeve strukturne novosti so bile do neke mere rezultat njegovega potovanja skozi različne sloge, od dorskega do baroka preko gotike, ki je bil njegov glavni navdih. Lahko bi rekli, da so ti slogi dosegli vrhunec v njegovem delu, ki jih je na novo interpretiral in izpopolnil. Gaudí je šel skozi historicizem in eklekticizem svoje generacije, ne da bi se povezal z drugimi arhitekturnimi gibanji 20. stoletja, ki so s svojimi racionalističnimi postulati, ki izhajajo iz šole Bauhaus, predstavljali antitetični razvoj tistemu, ki ga je sprožil Gaudí, saj je pozneje odražal zaničevanje in začetno nerazumevanje dela modernističnega arhitekta.
Med drugimi dejavniki, ki so privedli do začetnega zanemarjanja dela katalonskega arhitekta, je bilo, da Gaudí kljub številnim asistentom in pomočnikom ni ustvaril lastne šole in ni nikoli poučeval, niti ni pustil pisnih dokumentov. Nekateri njegovi podrejeni so sprejeli njegove novosti, predvsem Francesc Berenguer in Josep Maria Jujol; drugi, kot so Cèsar Martinell, Francesc Folguera in Josep Francesc Ràfols, so diplomirali proti Noucentismu in zapustili gospodarjevo sled. Kljub temu je moč opaziti določeno stopnjo vpliva pri nekaterih arhitektih, ki so bili del gibanja Modernista ali so se od njega oddaljili in niso imeli neposrednega stika z njim, kot so Josep Maria Pericas (Casa Alòs, Ripoll), Bernardí Martorell (Pokopališče Olius) in Lluís Muncunill (Masia Freixa, Terrassa). Kljub temu je Gaudí pustil globok pečat v arhitekturi 20. stoletja: mojstri, kot je Le Corbusier, so se razglasili za občudovalce, dela drugih arhitektov, kot so Pier Luigi Nervi, Friedensreich Hundertwasser, Oscar Niemeyer, Félix Candela, Eduardo Torroja in Santiago Calatrava, so se zgledovali po Gaudíju. Frei Otto je pri gradnji olimpijskega stadiona v Münchnu uporabil Gaudijeve obrazce. Na Japonskem je delo Kenjija Imaija dokaz o Gaudijevem vplivu, kot je razvidno iz Spomenika šestindvajsetim japonskim mučenikom v Nagasakiju (Japonska nacionalna nagrada za arhitekturo leta 1962), kjer stoji uporaba Gaudijevih slavnih trencadís.

### Oblikovanje in obrt
V študentskih dneh se je Gaudí udeleževal obrtnih delavnic, kot so jih poučevali Eudald Puntí, Llorenç Matamala in Joan Oñós, kjer se je naučil osnovnih tehnik, povezanih z arhitekturo, vključno s kiparstvom, tesarstvom, kovanim železom, vitraži, keramiko, ometom, modeliranje itd. Prevzel je tudi nov tehnološki razvoj in v svojo tehniko vključil uporabo železa in armiranega betona v gradbeništvu. Gaudí je na arhitekturo gledal kot na večnamensko zasnovo, pri kateri mora biti vsak detajl v aranžmaju skladen in dobro proporcionalen. To znanje mu je omogočilo oblikovanje arhitekturnih projektov, vključno z vsemi elementi njegovih del, od pohištva do razsvetljave do kovanega železa.
Gaudí je bil inovator tudi na področju obrti, saj je s svojimi materiali zasnoval nove tehnične in dekorativne rešitve, na primer svoj način oblikovanja keramičnih mozaikov iz odpadnih kosov (trencadís) v izvirnih in domiselnih kombinacijah. Za obnovo stolnice na Mallorci je izumil novo tehniko za izdelavo vitražev, ki je bil sestavljen iz postavitve treh steklenih plošč primarnih barv, včasih pa tudi nevtralne plošče, ki je spreminjala debelino stekla, da je lahko povečala jakost svetlobe.
Tako je osebno oblikoval številne skulpture Sagrada Famílie. Temeljito bi preučil anatomijo figure in se osredotočil na geste. V ta namen je preučeval človeško okostje in včasih z lutkami iz žice preizkusil primerno držo figure, ki jo je hotel izklesati. V drugem koraku je fotografiral svoje modele z uporabo zrcalnega sistema, ki je zagotavljal več perspektiv. Nato je naredil mavčne odlitke figur, tako ljudi kot živali (ob neki priložnosti je osla postavil, da se ni premikal). Spreminjal je razmerja teh odlitkov, da je dobil želeni videz figure, odvisno od njenega mesta v cerkvi (višje kot je, večja bi bila). Sčasoma je figure izklesal v kamen.

#### Urbani prostori in urejanje okolice
Gaudí se je ukvarjal tudi z urejanjem krajine, pogosto v urbanih okoljih. Svoja dela je želel umestiti v najprimernejše naravno in arhitekturno okolje, tako da je temeljito preučil lokacijo svojih konstrukcij in jih poskušal naravno vključiti v to okolico. V ta namen je pogosto uporabljal material, ki je bil najpogostejši v bližnjem okolju, na primer skrilavec Bellesguard in sivi granit Bierzo v škofovi palači Astorga. Številni njegovi projekti so bili vrtovi, na primer park Güell in vrtovi Artigas ali vgrajeni vrtovi, kot v Casa Vicens ali paviljonu Güell. Gaudijev harmoničen pristop k urejanju krajine je ponazorjen v Prvi misterij slave rožnega venca na Montserratu, kjer je arhitekturni okvir narava sama - tu je skala Montserrat - narava obkroža skupino skulptur, ki krasijo pot do Svete jame.

#### Interierji
Prav tako je Gaudí izstopal kot notranji dekorater, ki je osebno okrasil večino svojih stavb, od pohištva do najmanjših podrobnosti. V vsakem primeru je znal uporabiti slogovne posebnosti, pri čemer je okras prilagodil lastnikovemu okusu, prevladujočemu slogu ureditve ali njegovemu mestu v okolici - bodisi mestni ali naravni, posvetni ali verski. Številna njegova dela so bila povezana z liturgično opremo. Od zasnove pisalne mize za svojo pisarno na začetku svoje kariere do pohištva za palačo Sobrellano Comillas, je zasnoval celotno opremo hiš Casa Vicens, Calvet, Batlló in Milà, palače Güell in stolpa Bellesguard in liturgično opremljanje cerkve Sagrada Família. Omeniti velja, da je Gaudí preučil nekaj ergonomije, da bi svojo opremo prilagodil človeški anatomiji. Veliko njegovega pohištva je razstavljeno v muzeju Gaudi House.
Drugi vidik je inteligentna razporeditev prostora, vedno s ciljem ustvariti udobno, intimno, notranje vzdušje. V ta namen bi Gaudí prostor razdelil na odseke, prilagojene njihovi specifični uporabi, s pomočjo nizkih sten, spuščenih stropov, drsnih vrat in stenskih omar. Poleg tega, da je skrbel za vse podrobnosti vseh strukturnih in okrasnih elementov, je poskrbel, da so njegove konstrukcije imele dobro osvetlitev in prezračevanje. V ta namen je preučil usmerjenost vsakega projekta glede na ključne točke, pa tudi na lokalno podnebje in njegovo mesto v okolici. Takrat je bilo vedno več povpraševanja po večjem udobju v gospodinjstvih, s pipami za vodo in plin in uporaba električne svetlobe, kar je Gaudí strokovno vključil. Za Sagrado Famílio je na primer izvedel temeljite študije o akustiki in osvetlitvi, da bi jih optimiziral. Glede svetlobe je izjavil:
Svetloba doseže največjo harmonijo pri naklonu 45 °, saj odseva na predmetih tako vodoravno niti navpično. To lahko štejemo za srednje svetlobo in ponuja najbolj popoln pogled na predmete in njihove najbolj izvrstne odtenke. To je sredozemska luč. 
Razsvetljava je služila tudi Gaudíju za organizacijo prostora, ki je zahteval natančen študij gradienta svetlobne intenzivnosti, da se je ustrezno prilagodil vsakemu specifičnemu okolju. To je dosegel z različnimi elementi, kot so strešna okna, okna, polkna in rolete; pomemben primer je gradacija barve, ki se uporablja v atriju Casa Batlló, da se doseže enakomerna porazdelitev svetlobe po notranjosti. Prav tako je gradil hiše, obrnjene proti jugu, da bi povečali sončno svetlobo.

## Seznam del
- Casa Vicens
- Sagrada Familia
- Paviljon Güell
- Palača Güell
- Colegio Terasino
- Casa Calvet
- Güellova kripta
- Bellesguard
- Park Güell
- Finca Miralles
- Casa Batlló
- Casa Milà
- Casa el Capricho
- Škofijska palača Astorga
- Casa Botines
- Güellova vinarna
- Rosary iz Montserrata
- Stolnica Palma

| Orientalistična dela  | Orientalistična dela  | Orientalistična dela      | Orientalistična dela  | Orientalistična dela          |
| --------------------- | --------------------- | ------------------------- | --------------------- | ----------------------------- |
|                       |                       |                           |                       |                               |
| Casa Vicens (1883–88) | El Capricho (1883–85) | Güell Pavilions (1884–87) | Palau Güell (1886–88) | Compañía Trasatlántica (1888) |

| Neogotska dela   | Neogotska dela            | Neogotska dela | Neogotska dela | Neogotska dela    |
| ---------------- | ------------------------- | -------------- | -------------- | ----------------- |
|                  |                           |                |                |                   |
| Teresian College | Škofovska palača, Astorga | Casa Botines   | Bodegues Güell | Torre Bellesguard |

## Svetovna dediščina
Unesco je nekaterim Gaudijevim delom podelil status svetovne dediščine: leta 1984 Park Güell, Palau Güell in Casa Milà; in leta 2005 fasada jaslic, kripta in apsida cerkve Sagrada Família, Casa Vicens in Casa Batlló v Barceloni, skupaj s kripto Colònia Güell v Santa Colomi de Cervelló.
Cilj razglasitve Gaudijevih del kot svetovne dediščine je prepoznati njegovo izjemno univerzalno vrednost. Glede na navedbo:
Delo Antonija Gaudija predstavlja izjemen ustvarjalni prispevek k razvoju arhitekture in gradbene tehnologije v poznih 19. in v začetku 20. stoletja.
Gaudíjeva dela kažejo na pomembno izmenjavo vrednot, tesno povezanih s kulturnimi in umetniškimi tokovi njegovega časa, kot jih predstavlja katalonski el Modernisme. Predvideval je in vplival na številne oblike in tehnike, ki so bile pomembne za razvoj moderne gradnje v 20. stoletju.

Gaudíjevo delo predstavlja vrsto izjemnih primerov tipologije stavb v arhitekturi zgodnjega 20. stoletja, tako stanovanjske kot javne, k razvoju katerih je pomembno in ustvarjalno prispeval.

## Svetništvo
Za Gaudía se je v Barceloni 12. aprila 2000 začel postopek za priznanje svetosti. Škofijski del postopka se je zaključil 13. maja 2003, nakar je bila dokumentacija predana Rimu. Dikasterij za zadeve svetnikov je 14. aprila 2025 izdal dekret o junaških krepostih, s čimer je Gaudí prejel naziv častitljivi Božji služabnik. Za beatifikacijo je potrebno še priznanje čudeža na njegovo priprošnjo.